# Kuisheidsring

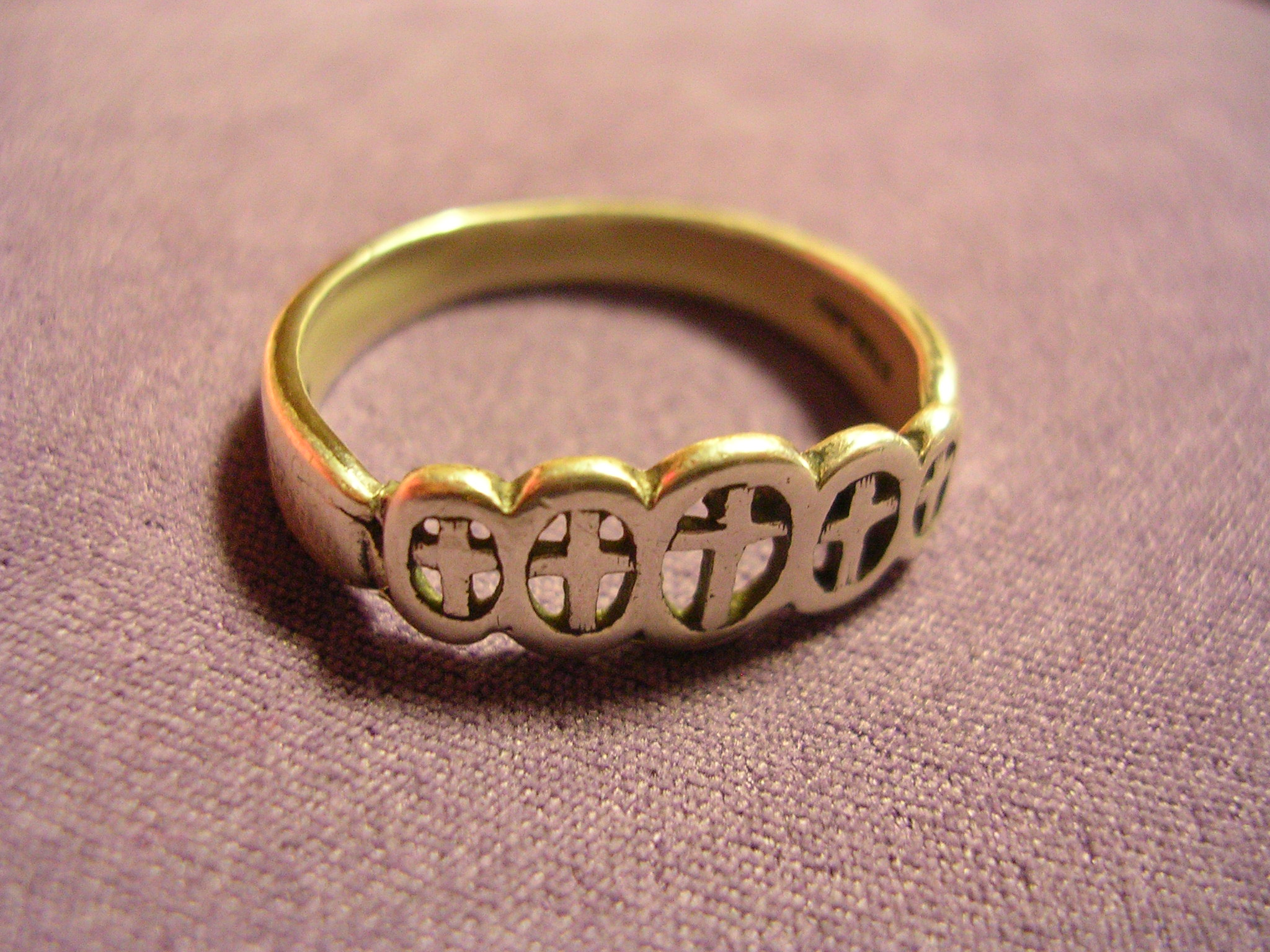
Een kuisheidsring

De kuisheidsring (ook wel bekend als maagdenring, beloftering, zuiverheidsring of onthoudingsring) ontstond in de Verenigde Staten van Amerika in 1990 onder de christelijke groeperingen die voorstander zijn van seksuele onthouding.
Het dragen van een kuisheidsring gaat meestal gepaard met een religieuze gelofte van onthouding tot het huwelijk.
David Bario, een journalist van de Chicago Tribune, Rutland Herald en andere websites schreven dat de regering-Bush verschillende organisaties – die jongeren aanzetten tot het ondertekenen van maagdelijkheidscontracten of het dragen van kuisheidsringen – stimuleerde; deze organisaties ontvingen daarvoor ook federale subsidies. The Silver Ring Thing, een dochteronderneming van een Evangelische kerk in Pennsylvania, kreeg meer dan 1 miljoen dollar van de overheid omdat men onthouding bevorderde en men kuisheidsringen verkocht in de Verenigde Staten en in het buitenland.
De ACLU te Massachusetts heeft protest aangetekend tegen dat besluit; het Amerikaanse ministerie van Volksgezondheid (DHHS) stelt na een schikking met de ACLU dat in het vervolg elke soortgelijke subsidie moet worden gerapporteerd aan de ACLU en er nauw gekeken zal worden of de scheiding van kerk en staat voldoende wordt nageleefd.
De Jonas Brothers, Miley Cyrus, Jordin Sparks en Selena Gomez zijn beroemde voorbeelden die deze kuisheidsringen droegen.